# Вернидуб, Виталий Юрьевич
Вита́лий Ю́рьевич Верниду́б (укр. Віталій Юрійович Вернидуб; род. 17 октября 1987, Житомир) — украинский футболист, защитник. Сын футболиста и тренера Юрия Вернидуба.

## Биография
Воспитанник футбольной школы запорожского «Металлурга», тренер — Александр Рудыка.
Первый круг сезона 2007/08 провёл на правах аренды в клубе «Кривбасс». По итогам сезона 2010/11 «Металлург» занял последнее 16 место и вылетел в первую лигу. В том сезоне Вернидуб провёл 21 матч.
29 декабря 2011 года перешёл в луганскую «Зарю», подписав контракт на 5 лет.
11 июня 2015 года перешёл в азербайджанскую «Габалу». По окончании сезона 2017/18 покинул клуб. В июне 2018 года подписал с «Зарёй» соглашение сроком на два года.

## Достижения
«Габала»
- Серебряный призёр чемпионата Азербайджана (2): 2016/17, 2017/18
- Бронзовый призёр чемпионата Азербайджана: 2015/16
- Финалист Кубка Азербайджана (2): 2016/17, 2017/18

«Заря» (Луганск)
- Финалист Кубка Украины: 2020/21